# Kocsonya

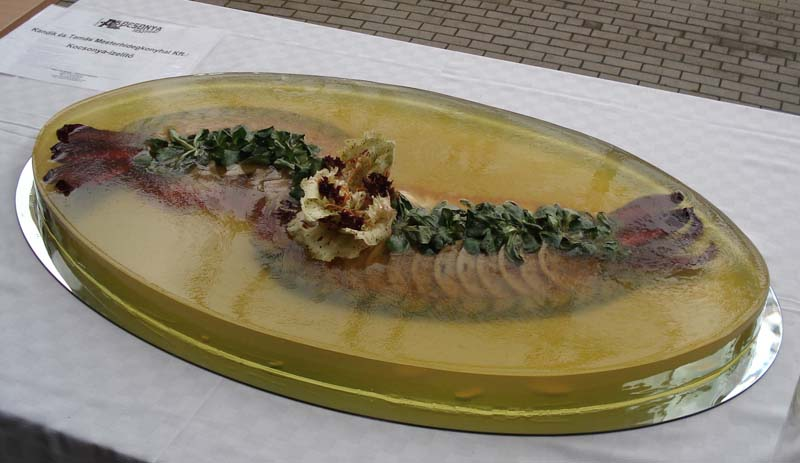
Kocsonya költemény (Kocsonyafesztivál, Miskolc, Magyarország, 2008)

A kocsonya egy hagyományos, minden európai nép konyhájában fellelhető hideg étel, amely sajátos „kocsonyás” állagát a megdermedt, zselatint tartalmazó levének köszönheti.

## Története
A kocsonya készítésének az első írott receptje Franciaországban maradt fenn. Európa legrégebbi, Viandier című, Guillaume Tirel (Taillevent) nevéhez kapcsolódó, 1395-re datált receptkönyvében már szerepel a kocsonya receptje.

## Elkészítése
A házi sertés kevésbé nemes, zsíros, porcos, csontos részeit (fej, farok, bőrke, köröm) zöldségekkel, fűszerekkel abálják, azaz enyhén sós vízben 95 °C-on főzik. A zselatin alapjául szolgáló kollagén eközben kioldódik a szaruképletekből. Elkészülte után hűlni hagyják, ülepítik vagy leszűrik, a húsokat tányérokba adagolják, zsírtalanított levét rámerik. Egyes tájegységeken ekkor adják hozzá a finomra pürésített főtt fejtett babot. Hideg helyre teszik, így kihűlés után zselésedik, megszilárdul. Hidegen fogyasztható. Borjúból, halból is készülhet.

## A kocsonya a kultúrában

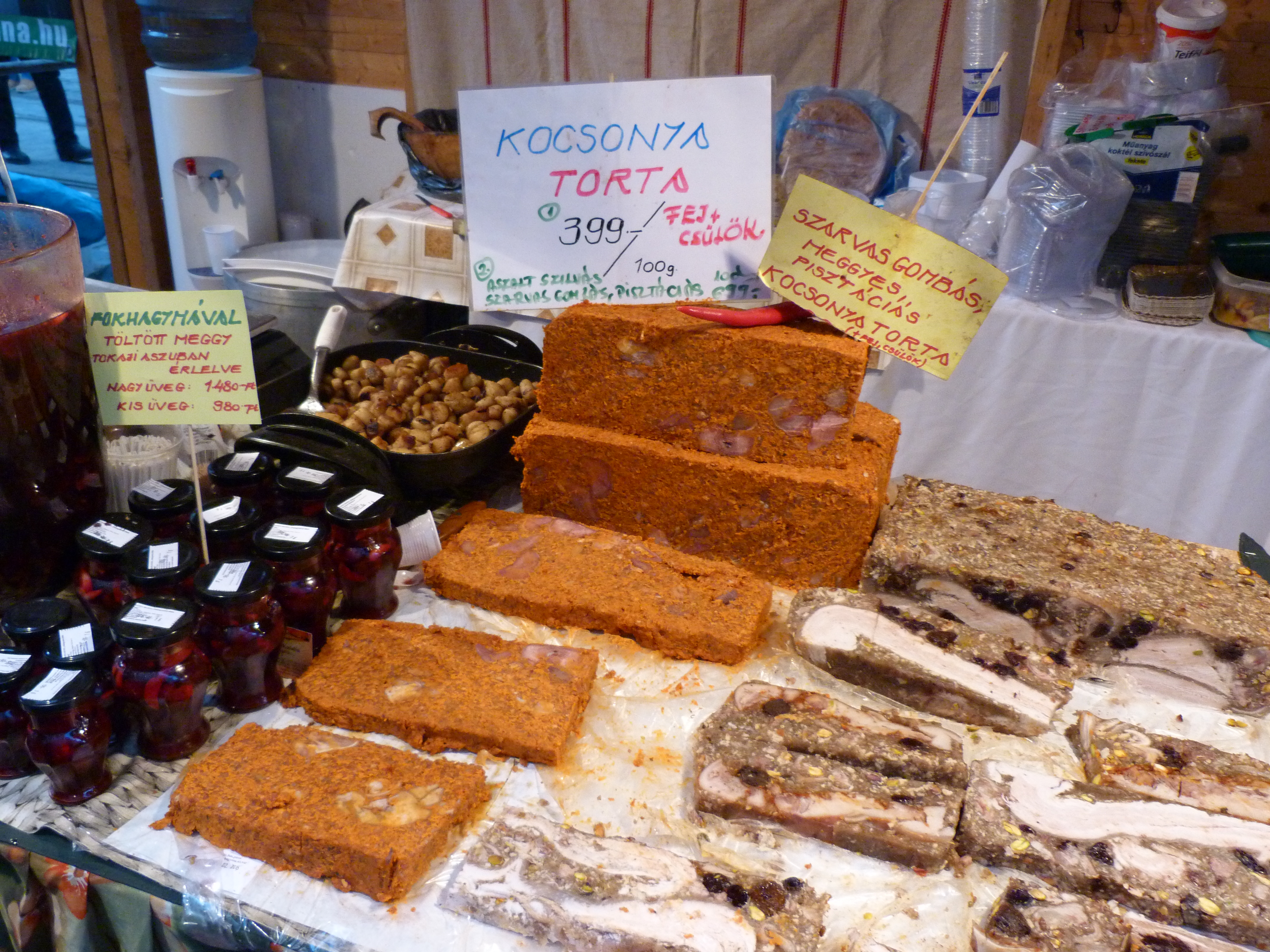
Kocsonyakenyér a Miskolci Kocsonyafesztiválon – 2015

Az első, kocsonyával kapcsolatos magyar írásos emlék 1544-ből való[forrás?]. 
A miskolci közmondások közül országosan ismertté vált a „Pislog, mint a miskolci kocsonyában a béka”. Ennek eredete: még a hűtőgép feltalálása előtti időben, amikor a pincében tárolták a hűtést igénylő ételeket, vendégek tértek be Miskolc főutcáján a Három Rózsa vendéglőbe (maga az épület ma is látható, homlokzatán a három rózsa domborművével). A vendégek kocsonyát rendeltek, a vendéglősné meg lement érte a pincébe, a sötétben nem vette észre, hogy a hűlő kocsonyába beleugrott, és a zselésedő anyagban benne ragadt egy béka, és így tette le az ételt az asztalra a vendégek elé. A humoros történet hamar elterjedt, és vele a szólás is.
A 2000es évek óta egy újrafelfedezett szokás hódít teret számos magyar hagyomànytisztelő területen, hagyománytisztelő csoportok körében. A bab hozzáadása a kocsonyához (a dermedés fázisa előtt) nemcsak tápértéket növelő, hanem, a bab mint a jólét ősi magyar jelkèpe révén, szimbolikus jelentőséggel is bír ezeken a területeken.

### Kocsonyával kapcsolatos rendezvények
- 2000 óta Miskolc minden év februárjában Kocsonyafesztivált rendez.
- Badacsonytördemicen rendszeres kocsonya-szépségversenyt tartanak vegetáriánus, halas és hagyományos kocsonya-kategóriákban.[2]

## Más népek kocsonyái

### Sulze, Sülze (német kocsonyák)
Német és osztrák gasztronómiai különlegességek Sulze-nak, vagy gesulzt-nak, azaz „kocsonyásított”-nak nevezik ezen hideg ételkülönlegességeket.

### Pihtija (szláv népek kocsonyái)
Szerbek, horvátok, szlovének sem vetik meg a zselésített disznóságokat. Fűszerezésük az adott nép sajátos szokásait követi.

### Студень (холодец) (orosz kocsonyák)
Az orosz konyha kocsonyái, zselésített készítményei, melyekre nagy hatással volt a grúz és a moldvai konyhaművészet.

### Œufs en gelée
A franciák adták a „zselé” szót a kocsonyásított ételek állagára. Náluk is minden megtalálható a vidéki konyhákban, mi a malac füléből-farkából készül.

### P'tcha
Az askenáz zsidó konyha kocsonyája, mely zselésítő anyagnak főleg a csirke bőrét, csontját, lábát használja.

### Koreai kocsonyák
A koreai konyhában többféle kocsonyaszerű ételt is készítenek. Az egyik ilyen a csokphjon (족편) amely marhalábból, inakból és bőrből sűrű, kocsonyás állagúra főzött, formába öntött, majd kihűlés után felszeletelt étel. A muk (묵) különféle babfajtákból, makkból készült keményítőből, illetve hajdinából készített, kocsonyás állagú, zselészerű ételek neve.